# Shunroku Hata
Shunroku Hata (畑俊六?; Fukushima, 26 luglio 1879 – Tokyo, 10 maggio 1962) è stato un militare giapponese, gensui dell'esercito imperiale giapponese.